# Convento de San Bartolomé (Alcántara)
El convento de San Bartolomé es un edificio histórico del siglo XV ubicado a las afueras de la villa española de Alcántara, en la provincia de Cáceres. Se utilizó como convento de frailes de la Orden Franciscana entre 1493 y 1835. En 2005 fue rehabilitado para destinarlo a hospedería, operando bajo el nombre comercial de «Hospedería Conventual de Alcántara».
Se ubica en las afueras nororientales del casco antiguo de la villa, junto a la salida de un camino que lleva al Poblado de Iberdrola, unos doscientos metros al norte del cruce de las carreteras EX-117 y CC-113.

## Historia
En 1478, Bartolomé de Oviedo, vecino de Alcántara, comenzó la construcción de una ermita con licencia del obispo de Coria. Siete años después, Bartolomé de Oviedo declaró su intención de traer a la villa a los frailes franciscanos y entregarles el edificio como convento. Para conseguirlo y evitar enfrentamientos con la Orden de Alcántara, obtuvo autorización del papa Inocencio VIII. Y así, en 1493, la Orden de San Francisco tomó posesión del que, en adelante, sería su convento de San Bartolomé. La Orden de Alcántara no estaba conforme con la fundación del convento en sus tierras, por lo que en 1496 los Reyes Católicos eximieron a este convento de la jurisdicción de esta orden militar.
A principios del siglo XVIII, el convento fue destruido en la guerra de sucesión española, siendo promovida su reconstrucción por el marqués de Buscayolo en los años posteriores. En 1835, fue exclaustrado como consecuencia de la desamortización de Mendizábal, llegando a quedar en ruinas. A principios del siglo XX, se destinó el edificio a fábrica de harinas, de la cual se conserva su maquinaria. En 2005, la Junta de Extremadura rehabilitó el edificio para usarlo como hospedería, que abrió al público en 2007.

## Descripción
Del templo destaca la portada lateral, modelo típico del barroco clasicista. La portada se encuentra tallada en piedra granítica y, en ella, se observa un arco de medio punto con cornisa volada. Sobre la cornisa se ubica una hornacina que aparece flanqueada con pinaculillos en esferas, propio del estilo herreriano. Como remate de la portada se distingue un frontón partido, que posee en su tramo superior elementos decorativos y ornamentales de estilo barroco. También destaca su claustro, formado por pilares cuadrangulares realizados en piedra granítica y arcos de medio punto, cubiertos por una sucesión de bóvedas de arista.